# Нижній Грабовець
Нижній Грабовець (словац. Nižný Hrabovec) — село в Словаччині, Врановському окрузі Пряшівського краю. Розташоване в східній частині Словаччини в північному куті Східнословацької низовини на березі Ондави.
Уперше згадується у 1357 році.

## Пам'ятки
- садиба в стилі бароко (1666),
- садиба з початку 19 століття в стилі класицизму,
- палац 1748 року в стилі бароко, у 1840 році перебудований в стилі класицизму.

### Храми
У селі є римо-католицька (первісно протестантська) церква початку 16 століття в стилі ренесансу, у 17-18 століттях перебудована в стилі бароко та греко-католицька церква Зіслання Святого Духа (1825), з 1986 року національна культурна пам'ятка. 

## Населення
| Рік:            | 1994. | 2004.    | 2014.   | 2024.   |
| --------------- | ----- | -------- | ------- | ------- |
| Кількість осіб: | 1372  | 1611     | 1634    | 1570    |
| Різниця:        |       | +17,41 % | +1,42 % | -3,91 % |

| Рік:            | 2023. | 2024.   |
| --------------- | ----- | ------- |
| Кількість осіб: | 1594  | 1570    |
| Різниця:        |       | -1,50 % |

У селі проживає 1623 осіб.
Національний склад населення (за даними перепису 2001 року):
- словаки — 94,05 %,
- цигани — 4,66 %,
- русини — 0,37 %.
- чехи — 0,25 %,
- українці — 0,06 %.

Склад населення за приналежністю до релігії станом на 2001 рік:
- римо-католики — 72,72 %,
- греко-католики — 20,17 %,
- протестанти — 1,47 %,
- православні — 0,55 %,
- не вважають себе вірянами або не належать до жодної конфесії — 4,53 %.